# Kujarge jezik
Kujarge jezik (ISO 639-3: vkj), neklasificirani jezik kojim još govori oko 1 000 ljudi (Bender 1983) iz plemena Kujarge u sedam sela kod Jebel Mirra-a u Čadu te u sudanskim selima uz vadije Salih i Azum.
Kujarge su lovci i sakupljači, a jezična pripadnost još nije utvrđena; po nekim naznakama, možda čadska. U upotrebi su i fur [fvr] ili daju [djc].

## Vanjske poveznice
- Ethnologue (14th)
- Ethnologue (15th)